# Konfederacja Ruch Obrony Bezrobotnych
Konfederacja Ruch Obrony Bezrobotnych – polski komitet wyborczy wyborców powoływany przez Adama Słomkę na wybory w latach 2002–2004. W wyborach samorządowych w 2002 i uzupełniających do Senatu w 2004 nosił nazwę „Konfederacja Ruch Obrony Bezrobotnych RP”, natomiast bez członu „RP” wystąpił w wyborach do Parlamentu Europejskiego w 2004. Partiami związanymi z komitetem były Konfederacja Polski Niepodległej – Obóz Patriotyczny, Ruch Obrony Bezrobotnych oraz Krajowe Porozumienie Emerytów i Rencistów Rzeczypospolitej Polskiej.
W wyborach samorządowych w 2002 komitet KROB RP wystawił kandydatów do sejmików w 15 województwach, zdobywając w skali kraju 2,34% głosów, co było najlepszym wynikiem spośród komitetów, które nie uzyskały żadnych mandatów. W niektórych okręgach KROB RP przekroczył 4% poparcia.
W wyborach do Parlamentu Europejskiego w 2004 komitet KROB uzyskał 36 937 głosów (0,61%), zajmując 13. miejsce spośród wszystkich komitetów. Oprócz osób bezpartyjnych z jego list startowało kilkudziesięciu członków ROB, kilkunastu KPN-OP, kilku KPEiR RP, a także przedstawiciel Partii Victoria.
W wyborach uzupełniających do Senatu 12 września 2004 w okręgu rzeszowskim Wanda Merendino zajęła 9. miejsce spośród 11 kandydatów, w okręgu katowickim Elżbieta Postulka zajęła 7. miejsce spośród 9 kandydatów, a w okręgu katowickim Krzysztof Dziwak zajął 11. miejsce spośród 13 kandydatów.